# Vrh (Buzet)
Vrh is een plaats in de gemeente Buzet in de Kroatische provincie Istrië. De plaats telt 117 inwoners (2001).